# 亞瑟·羅斯特龍

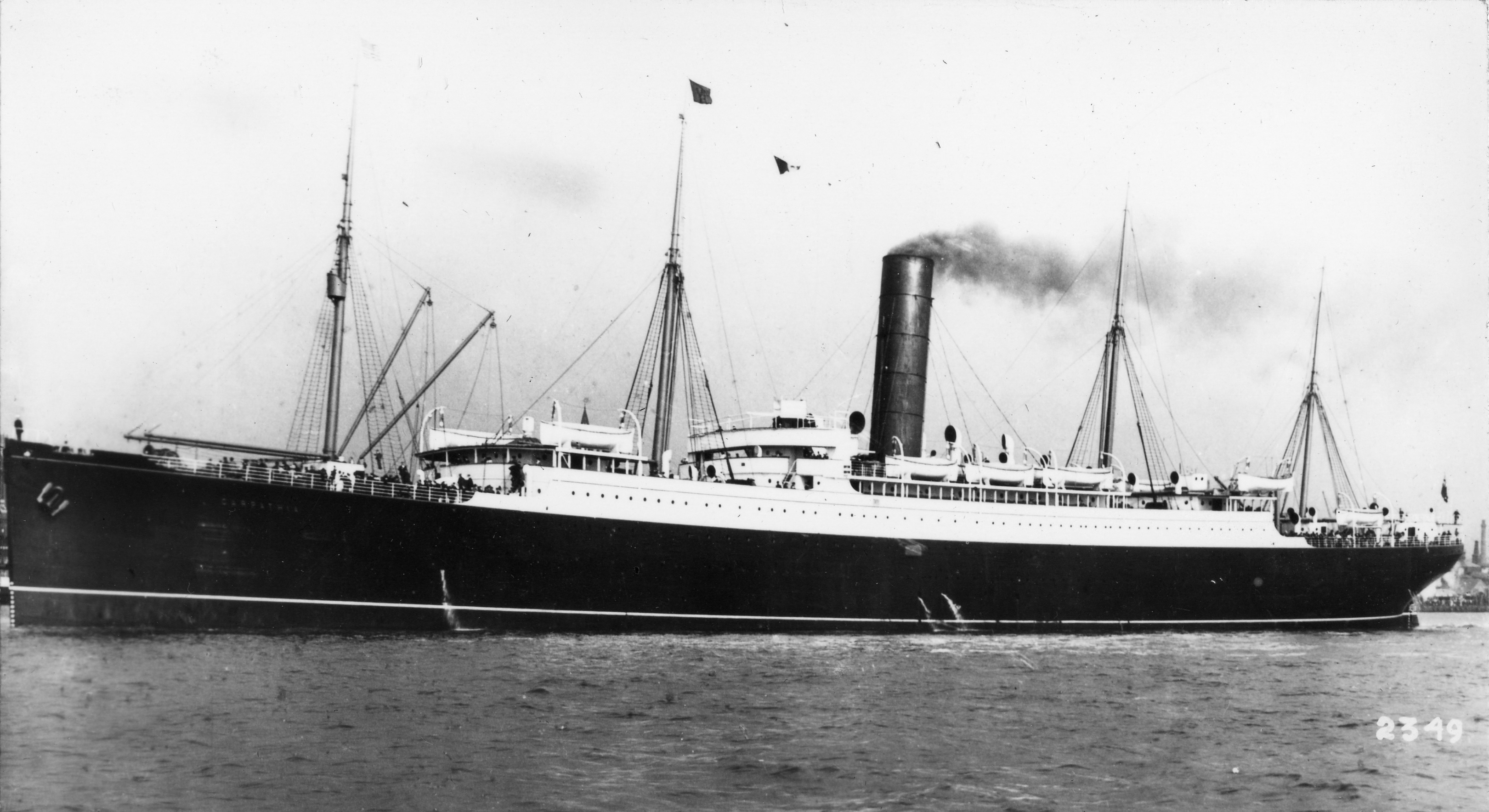
英國皇家郵輪卡柏菲亞號。

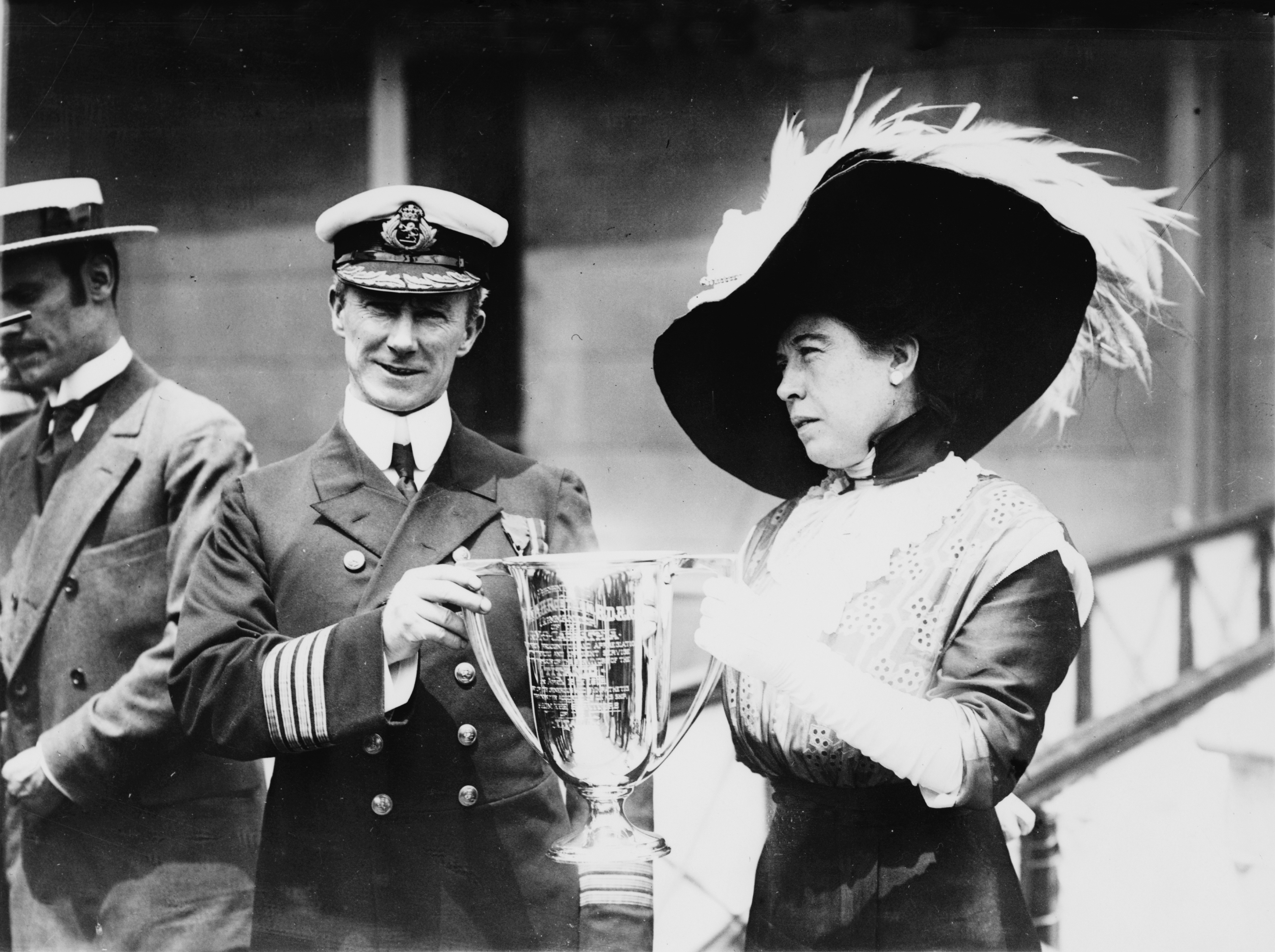
1912年5月29日，亞瑟接受鐵達尼號生還者委員會主席瑪格麗特·布朗頒發救援表彰獎盃。

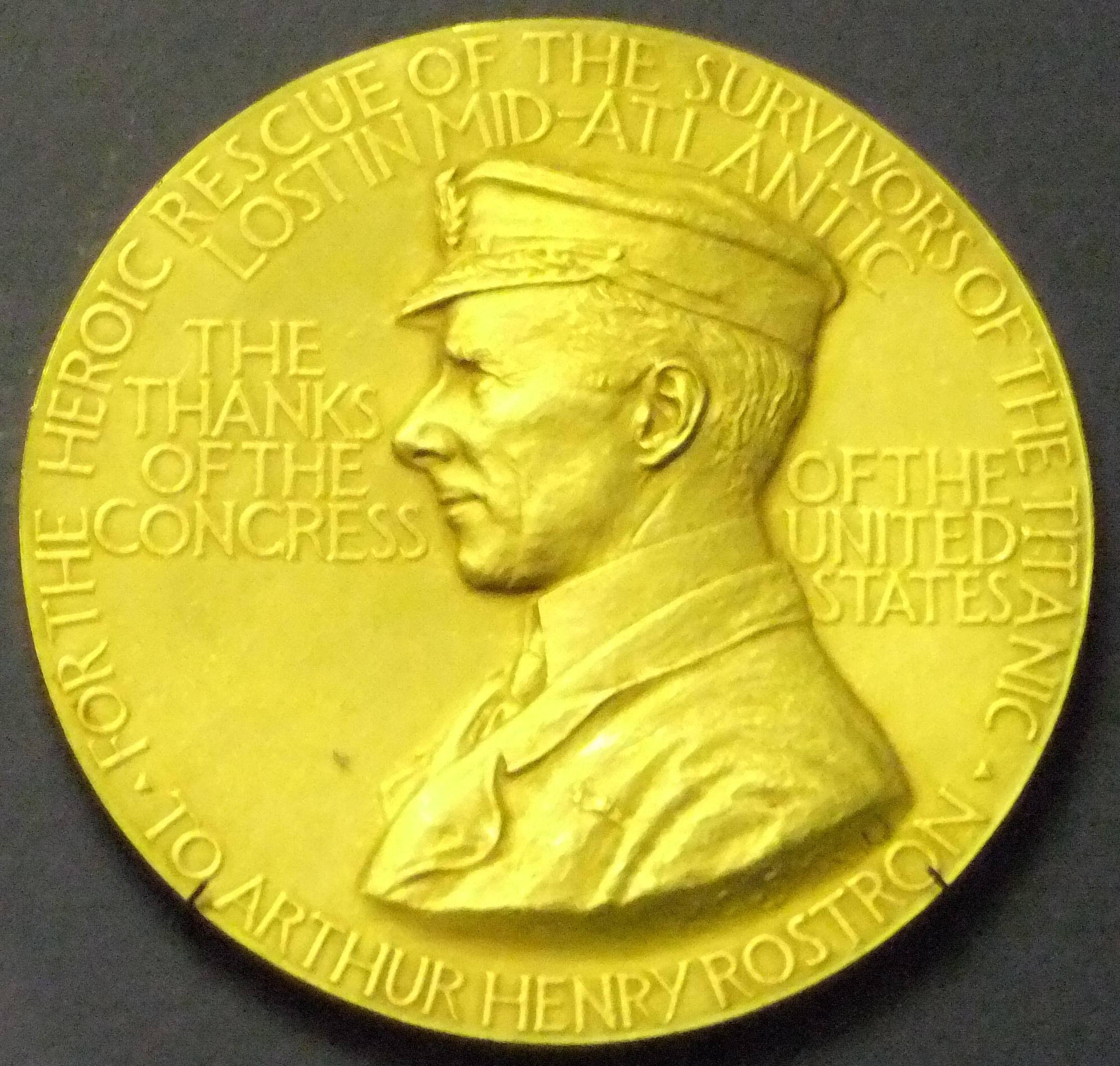
亞瑟獲頒的國會金質獎章。

亞瑟·亨利·羅斯特龍爵士（英語：Sir Arthur Henry Rostron，KBE，RD，1869年5月14日 - 1940年11月4日）是冠達航運的資深船長。他最為人所知的是1912年擔任英國皇家郵輪卡柏菲亞號船長時，指揮救援了鐵達尼號沉沒事故中的710名生還者。他也因為努力救援而獲得廣泛的榮譽和名聲——獲頒大英帝國爵級司令勳章和美國國會金質獎章，並升任為冠達航運艦隊准將，於1931年退役。

## 早年生活
1869年5月14日，亞瑟出生於英格蘭蘭開夏郡博爾頓郊區，1882年至1883年在博爾頓文法學校接受教育，1884年在博爾頓教會學院接受教育，1886年加入英國商船隊海員學校，在康威號訓練船上學習航海專業。經過兩年訓練之後，他進入利物浦的威弗利航運（Waverley Line）學習操作飛剪式帆船。
1887年，亞瑟成為三桅帆船決鬥號（Red Gauntlet）二副。不久之後，他離開威弗利航運、加入坎貝爾航運（Camphill）。1893年4月28日，在皇家海軍後備隊中任官為中尉。1894年12月通過考試，獲得航海長證書。1895年1月，加入冠達航運，並擔任英國皇家郵輪溫布利亞號四副。
1899年9月14日，亞瑟在阿瑟頓與埃塞爾·米妮·斯托特（Ethel Minnie Stothert）結婚。在此後的幾年裡，他服役於其他冠達航運旗下船隻，包括奧拉尼亞號、伊特魯亞號、塞爾維亞號、烏托尼亞號和莎索尼亞號。作為皇家海軍後備隊成員，亞瑟定期參加陛下之艦卓越號的培訓（包括1902年9月）。在1904年至1905年日俄戰爭爆發的國際緊張時期，他暫時離開冠達航運，與英國皇家海軍一起服役。
戰爭結束後，亞瑟返回冠達航運。1907年，公司任命他擔任盧西塔尼亞號一副，但在盧西塔尼亞號首航前一天轉調到布雷西亞號（Bresica）並晉升為船長，此時亞瑟官拜上尉。1909年11月9日，獲得皇家海軍預備役軍官長期服役獎章。布雷西亞號和他之後統率的下幾艘船都服務於地中海地區，包括他的第一艘客船潘諾尼亞號，從1911年1月1日開始執行「紐約－地中海」航線。1912年1月18日，亞瑟成為卡柏菲亞號船長，同時晉升為皇家海軍後備隊中校。

## 救援鐵達尼號
1912年4月15日0時左右，卡柏菲亞號在「紐約－阜姆」的常規航線上收到來自白星航運英國皇家郵輪鐵達尼號的信號。當時正凖備結束工作、想再「隨便收集些訊息」的卡柏菲亞號電報員哈羅德·科塔姆收到鐵達尼號的信號後，他於0時15分嘗試與鐵達尼號取得聯繫，隨即收到來自鐵達尼號的求救信號：「我們撞上冰山了，速來」。科塔姆回覆：「是不是很嚴重」，鐵達尼號電報員傑克·菲利浦則拍出：「是的老兄，這是無線求救信號。這是我們所處的位置，盡快呈報，盡快趕來」。科塔姆立即衝到亞瑟的船長寢室並拿著電報向他呈報，當時亞瑟正在睡覺。
亞瑟立即命令卡柏菲亞號駛向鐵達尼號報告的位置，並下令增派瞭望員執勤，對周圍地區觀察冰山和加強操縱。當時卡柏菲亞號距離鐵達尼號大約107公里，其機房人員由輪機長A.B.瓊斯（A.B. Jones）指導，將發動機全力運轉、航速提高到了17.5節——比額定極速還高。即便如此，該船還要高速穿越危險的浮冰區，需要躲避無數的冰山，風險相當大，最終花費大約三個半小時抵達鐵達尼號報告的位置。在趕赴現場期間，亞瑟關閉船上所有加熱設備，以確保發動機能夠獲得最大的蒸汽量，並下令船員為即將登船的生還者做好準備，包括毯子、食物和飲水，並指示醫務人員備妥醫療用品後待命，隨時接收可能受傷的人員。其餘船員們則派駐在走廊，以便讓乘客放心，因為該船現在提高航速又改變航向。在抵達災難現場之前，亞瑟總共向他的船員發出了23項命令，他在事後高度讚揚他的工作人員「效率非常高」。談及當天夜晚以全速穿過密集浮冰區所帶來的高風險，他說「我只能全心信賴我的舵手」。
亞瑟是一位非常虔誠的基督徒，在發出所有命令並且進行準備工作之後，船員發現他走到一個無人角落低頭祈禱。當亞瑟認為他們正在接近鐵達尼號時，他下令發射綠色訊號彈，以警告可能仍在漂浮的鐵達尼號，或者她的生還者。生還者在救生艇上看到第一次訊號彈大約一個小時後，卡柏菲亞號抵達現場開始接收生還者，大多是婦女和兒童，最終拯救了710人。一開始亞瑟只見到漂在水面上的木板和殘骸碎片，並沒有看見罹難者屍體。卡帕西亞號在事發海域繼續停留了三個小時尋找任何可能的生還者。最後，亞瑟向生還者之一的白星航運董事長布魯斯·伊斯梅諮詢後，決定將卡柏菲亞號航向紐約市，讓生還者在那裡下船。
抵達紐約後，亞瑟在美國參議院鐵達尼號沉沒調查及英國沉船專員鐵達尼號沉沒調查中作證。美國總統威廉·霍華·塔虎脫邀請他至白宮會面，總統當面簽署感謝信。為了感謝他拯救生命的貢獻，包括瑪格麗特·布朗在內的鐵達尼號生還者向亞瑟頒發了一座銀製的救援表彰獎盃和一枚金牌。他還獲得美國國會頒發的國會金質獎章、國會感謝狀、英國駐美國大使布萊斯勳爵頒發的美國十字榮譽勳章、德比勳爵頒發的利物浦海難人道協會獎章以及紐約海難學會頒發的金牌。在美國和英國對這場災難的調查中，兩國當局都對亞瑟所做的努力表達高度讚揚。

## 後續生活
亞瑟繼續指揮卡帕西亞號一年，然後轉移到卡羅尼亞號。1913年到1914年，他接連接掌了卡爾馬尼亞號、盧西塔尼亞號和坎帕尼亞號。第一次世界大戰開始時，亞瑟擔任武裝運兵船亞隆尼亞號（Aulania）的船長。1915年，亞瑟和亞隆尼亞號參與了土耳其加里波利之戰。1915年9月，亞瑟擔任茅利塔尼亞號船長。1916年4月，擔任地中海的艾弗尼亞號船長。他於1917年回到茅利塔尼亞號，然後再次指揮安達尼亞號、莎索尼亞號、卡爾馬尼亞號和茅利塔尼亞號。戰爭結束後，1918年12月31日，亞瑟晉升為上校，並在1919年名列由英國國王喬治五世授勛的新年榮譽榜，獲頒大英帝國司令勳章。
1919年6月，亞瑟在茅利塔尼亞號解除戰爭職務、恢復正常客運後繼續指揮。1924年2月至5月，他以皇家海軍預備隊上校身分，擔任英國國王喬治五世的侍從官。1924年5月，亞瑟從皇家海軍預備隊退役，並於1926年7月獲頒大英帝國爵級司令勳章，冊封為爵士。1926年7月，亞瑟擔任皇帝號船長，並在不久之後成為冠達航運艦隊准將。
亞瑟住在南安普敦西區。1931年5月退休後，他成為南安普頓航海長俱樂部（Southampton Master Mariner's Club）的成員，後來成為領袖。他還積極參與英國皇家退伍軍人協會的活動，並寫下了他的自傳《海上之家》（Home from the Sea），由麥克米倫出版公司出版。

## 病逝
晚年罹患肺炎時，亞瑟和他的妻子一直在威爾特郡卡恩與他們的女兒瑪格麗特同住。1940年11月4日，亞瑟在奇彭纳姆的小醫院中病逝。他的葬禮於1940年11月7日星期四在西教區教堂舉行。他的妻子埃塞爾於1943年7月7日去世，享壽69歲，在西區教堂墓地與亞瑟相鄰埋葬。

## 文化描寫
- 安東尼·布希爾（英语：Anthony Bushell）（1958年）——《此夜永難忘》（電影）
- 菲力普·史東（英语：Philip Stone）（1979年）——《鐵達尼號遇難記（英语：S.O.S. Titanic）》（電視劇）
- 特倫斯·凱利（英语：Terence Kelly (actor)）（1996年）——《鐵達尼號》（電視劇）

## 外部連結
- Carpathia: Passengers and Crew （页面存档备份，存于）
- Biography of Captain Rostron （页面存档备份，存于）
- 在Find a Grave上的亞瑟·羅斯特龍